# Cladonia subulata
Cladonia subulata (L.) Weber ex F.H. Wigg. (1780), è una specie di lichene appartenente al genere Cladonia,  dell'ordine Lecanorales.
Il nome proprio deriva dal latino tardo subulatum, che significa che ha la forma di uno scalpello, ad indicare la forma degli apoteci.

## Caratteristiche fisiche
Il sistema di riproduzione è principalmente asessuato, attraverso i soredi o strutture similari, quali ad esempio i blastidi. Il fotobionte è principalmente un'alga verde delle Trentepohlia.

## Habitat
Questa specie si adatta soprattutto a climi di tipo da temperato freddo a subartico. Rinvenuta su suoli minerali ai lati delle piste e dei sentieri, nelle radure delle foreste e delle brughiere e su legni marcescenti in suoli dal substrato siliceo. Predilige un pH del substrato intermedio fra molto acido e subneutro fino a subneutro puro. Il bisogno di umidità è mesofitico.

## Località di ritrovamento
La specie è stata rinvenuta nelle seguenti località:
- USA (New Jersey, Michigan, Vermont, Oregon, Wisconsin, New York, Montana, Washington, Maine, Distretto di Columbia, Missouri, Alaska, Idaho, Colorado, Nuovo Messico);
- Canada (Québec (provincia), Ontario, Columbia Britannica, Manitoba, Saskatchewan, Yukon, Alberta, Nuovo Brunswick);
- Germania (Brema, Brandeburgo, Renania-Palatinato, Berlino, Sassonia-Anhalt, Meclemburgo, Baviera, Renania Settentrionale-Vestfalia, Turingia, Baden-Württemberg, Amburgo, Bassa Sassonia, Sassonia, Schleswig-Holstein, Essen);
- Spagna (Castiglia e León);
- Austria (Alta Austria);
- Russia (Oblast di Tomsk);
- Australia (Nuovo Galles del Sud);
- Cina (Hubei, Shaanxi, Xinjiang, Heilongjiang);
- Iran (Mazandaran);
- Andorra, Antartide, Argentina, Corea del Sud, Danimarca, Estonia, Finlandia, Georgia del Sud, Gran Bretagna, Irlanda, Islanda, Isole Canarie, Isole Orcadi meridionali, Isole Svalbard, Lituania, Lussemburgo, Madera, Mongolia, Norvegia, Nuova Zelanda, Paesi Bassi, Polonia, Portogallo, Repubblica Ceca, Romania, Serbia, Spagna, Svezia, Tagikistan, Ungheria.

In Italia questa specie di Cladonia è molto rara:
- Trentino-Alto Adige, molto rara nelle valli
- Valle d'Aosta, non è stata rinvenuta
- Piemonte, molto rara sui monti dell'arco alpino, non rinvenuta nel resto della regione
- Lombardia, molto rara nelle zone alpine e di confine col Trentino; non rinvenuta altrove
- Veneto, molto rara nelle zone montuose al confine col Trentino
- Friuli, non è stata rinvenuta
- Emilia-Romagna, molto rara in alcune località appenniniche al confine con la Toscana
- Liguria, molto rara nelle zone pedemontane
- Toscana, molto rara in alcune località appenniniche al confine con l'Emilia-Romagna e l'Umbria
- Umbria, non è stata rinvenuta
- Marche, non è stata rinvenuta
- Lazio, non è stata rinvenuta
- Abruzzi, non è stata rinvenuta
- Molise, non è stata rinvenuta
- Campania, non è stata rinvenuta
- Puglia, non è stata rinvenuta
- Basilicata, non è stata rinvenuta
- Calabria, molto rara nell'Orsomarso, sulla Sila e sull'Aspromonte
- Sicilia, non è stata rinvenuta
- Sardegna, non è stata rinvenuta.[3]

## Tassonomia
Questa specie appartiene alla sezione Cladonia; a tutto il 2008 sono state identificate le seguenti forme, sottospecie e varietà:
- Cladonia subulata f. anablastematica (Wallr. ex Vain.) J.W. Thomson (1968).
- Cladonia subulata f. furcellata (Hoffm.) J.C. Wei (1991).
- Cladonia subulata f. radiata (Schreb.) J.W. Thomson (1968), (= Cladonia subulata).
- Cladonia subulata f. repetito-prolifera (Sandst.) J.W. Thomson (1968).
- Cladonia subulata f. stricta (Ach.) M. Choisy (1951).
- Cladonia subulata f. subulata (L.) Weber ex F.H. Wigg. (1780).
- Cladonia subulata var. radiata (Schreb.) Ozenda & Clauzade (1970), (= Cladonia subulata).
- Cladonia subulata var. subulata (L.) Weber ex F.H. Wigg. (1780).